# Partido por la Democracia
El Partido por la Democracia (PPD) es un partido político chileno de centroizquierda que se identifica como democrático, progresista y paritario. Pertenece a la coalición del Socialismo Democrático, que forma parte de la Alianza de Gobierno junto con más partidos de izquierda.
Fue fundado el 15 de diciembre de 1987 mediante un acto encabezado por Ricardo Lagos, Sergio Bitar y Jorge Schaulsohn en el Círculo Español de Santiago. En el discurso de constitución, Lagos explicitó que el carácter de este partido era instrumental, en tanto buscaba aunar votos para el plebiscito de octubre de 1988 —que tenía por objetivo decidir sobre la continuidad de la dictadura militar del general Augusto Pinochet—, y que su principal objetivo era la reconstrucción de la reconciliación nacional, por lo que se planteaba como un «partido sin fronteras ideológicas». El PPD participó en la formación de la Concertación de Partidos por la Democracia en 1988, formando parte de las sucesivas administraciones de esta coalición política que gobernaron Chile entre 1990 y 2010.
En el 2012, el partido se unió a la coalición Por un Chile justo. A partir de abril de 2013, formó parte de la Nueva Mayoría y como tal, integró el segundo gobierno de Michelle Bachelet (2014-2018) en varios puestos de ministerios y subsecretarías. Desde el 11 de marzo de 2018 hasta la misma fecha de 2022, tomó lugar como oposición al segundo gobierno de Sebastián Piñera, siendo parte de las coaliciones Convergencia Progresista (2018-2020), Unidad Constituyente (2020-2021) y Nuevo Pacto Social (2021).
Su organización juvenil es la Juventud PPD.

## Historia

### Fundación y primeros años (1987-1990)
La colectividad fue fundada el 15 de diciembre de 1987 como una organización política principalmente instrumental cuyo objetivo fundamental era terminar con la dictadura militar y alcanzar nuevamente la democracia en Chile por medios políticos y pacíficos. Su fundador, Ricardo Lagos, posteriormente Presidente de la República, afirmó en la ceremonia de constitución del partido que los únicos requisitos para integrar las filas del PPD eran «estar en contra del sistema institucional del régimen del dictador Pinochet porque no conduce a la democracia, y además querer derrotarlo por medios políticos».
Así, al partido ingresaron personas de ideología socialista, radical, socialdemócrata, liberal progresista, de izquierda cristiana, mapucista, comunista, incluso entraron importantes contingentes de antiguos militantes de los partidos derechistas Nacional y Republicano.
Su primera directiva estuvo formada por Ricardo Lagos (PS-Núñez), presidente; Manuel Sanhueza (independiente) y Armando Jaramillo (Republicano), vicepresidentes; Jorge Schaulsohn (PR), secretario general; Rodrigo González (MAPU), tesorero; María Maluenda, Víctor Manuel Rebolledo, Samuel Bello, Erich Schnake, Guillermo del Valle, Jorge Arrate, Humberto Lagos, Mario Mejías, Nelson Salinas, Esteban Valenzuela, Pilar Armanet, María Ester Aliaga, Clotilde Silva, Berta Belmar, María Antonieta Saa, Ricardo Brodsky, Julio Subercaseaux, Vicente Sota, Juan Gabriel Valdés, Marcelo Contreras, Nissim Sharim, Moisés Signorelli, Patricio Cotal, Aniceto Rodríguez, Aníbal Scarella, Carlos Montes y Carmen Gloria Aguayo, vocales.
Llamó a votar «No» en el plebiscito de 1988 y fue de los partidos fundadores de la Concertación de Partidos por la Democracia.

### Elecciones municipales de 2008
En las elecciones municipales de 2008, el Partido por la Democracia y Partido Radical propusieron a la Concertación inscribir las candidaturas a concejal en dos listas separadas que compitan entre sí, pero que apoyen a un candidato único a las alcaldías. El PPD se presentó junto con el PRSD en la lista «F» denominada Concertación Progresista, compitiendo no solo con la oposición, sino que también con sus aliados del PS y la Democracia Cristiana.
Según Pepe Auth, presidente de la colectividad en ese entonces, este nuevo acuerdo ayudó a que la Concertación renovara sus cuadros y ampliara la diversidad de candidatos que le presenta a la ciudadanía.

### Elecciones presidenciales y parlamentarias de 2009

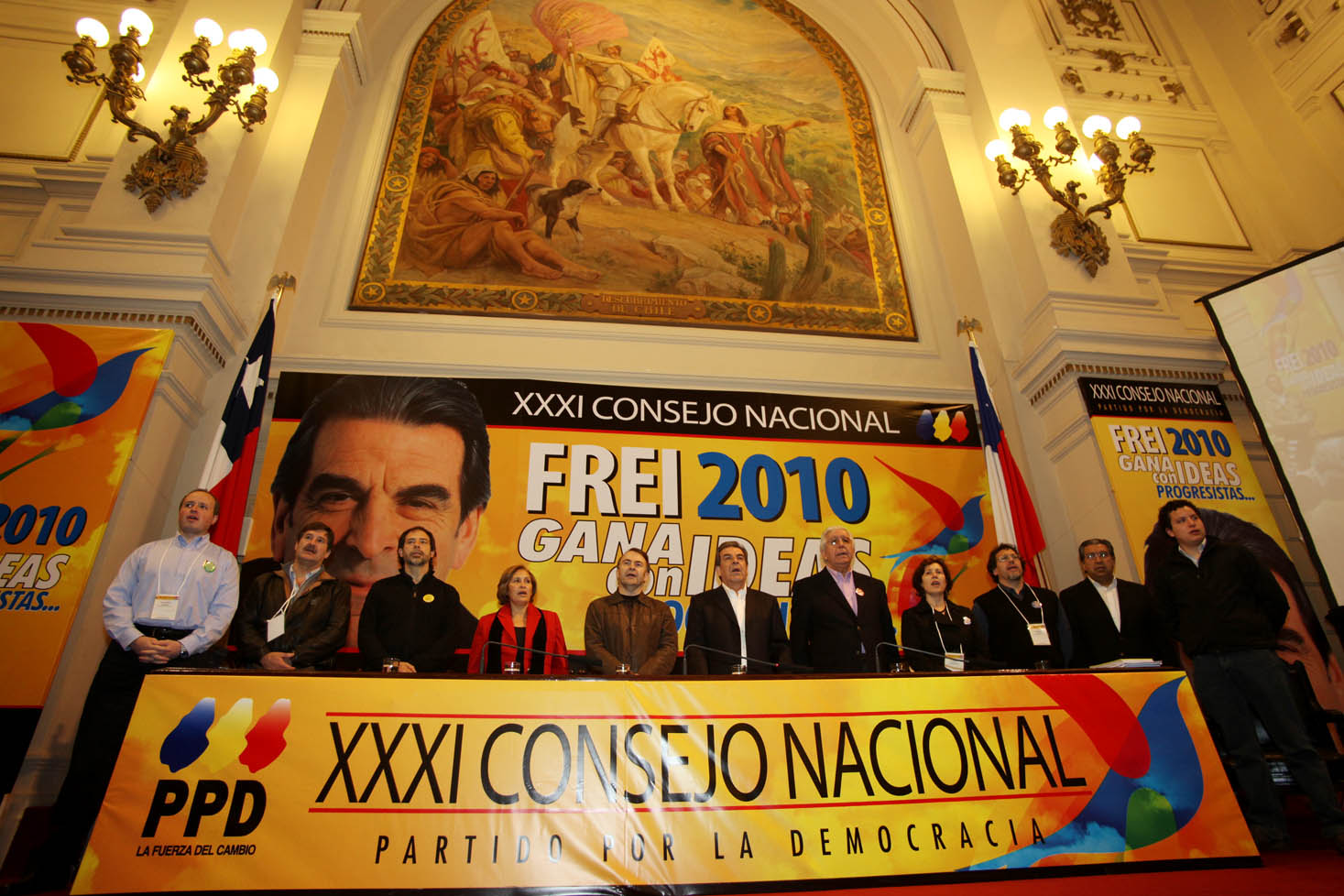
XXXI Consejo Nacional del PPD.

Para las elecciones presidenciales de 2009, el conglomerado apoyó a Eduardo Frei Ruiz-Tagle de la Democracia Cristiana. En tanto, en materia parlamentaria, la tienda obtuvo el 12,65 % de los votos válidamente emitidos, eligiendo 18 bancas en la Cámara Baja y tres para el Senado.
El 30 de diciembre de 2009, Pepe Auth renunció a la presidencia del partido como gesto hacia el electorado de Marco Enríquez-Ominami. Asumió la presidencia transitoria del partido Adriana Muñoz D'Albora.

### Oposición y Nueva Mayoría (2010-2018)
El 17 de enero, el candidato oficialista Eduardo Frei Ruiz-Tagle perdió contra Sebastián Piñera, al mismo tiempo, el 11 de marzo el PPD pasaba a ser oposición. De esta manera, se consolidó la opción de Carolina Tohá como nueva presidenta por parte del laguismo, pero por el girardismo lanzaba nuevamente Pepe Auth, quien luego de unas charlas con dirigentes del laguismo, terminaría por aceptar un consenso en el partido, dando como nueva presidenta a Tohá, quien asumió formalmente la primera semana de agosto.
Para las elecciones municipales de 2012 nuevamente se decidió presentar una lista de concejales separada en conjunto con Partido Radical. Sin embargo, y a diferencia del año 2008, se incluyó en el pacto al Partido Comunista y la Izquierda Ciudadana en la búsqueda de una «agenda progresista» en común, en el pacto «Por un Chile Justo». En mayo de 2012 resultó elegido presidente del partido el senador Jaime Quintana, perteneciente al sector más de izquierda del partido y que lidera el senador Guido Girardi.
Se integró a la coalición «Nueva Mayoría» y respaldó la candidatura de Michelle Bachelet para las primarias presidenciales de 2013. En la elección presidencial de ese año, la propia Bachelet derrotó a la candidata oficialista, Evelyn Matthei. En las parlamentarias, el PPD sufrió una baja en diputados, aunque subió su representación en el Senado gracias a las elecciones de Adriana Muñoz (Coquimbo) y Felipe Harboe (Biobío Interior).
En abril de 2016, el diputado y expresidente del partido, Pepe Auth, decidió renunciar al conglomerado tras 28 años de militancia.
El 14 de enero de 2017, el PPD proclamó la candidatura de Ricardo Lagos para la elección presidencial de ese año. El exmandatario entregó algunas propuestas programáticas durante su campaña, pero las encuestas lo mostraron con niveles bajos de adhesión. El punto de quiebre de la postulación ocurrió el 9 de abril, luego que el Comité Central del Partido Socialista decidiera apoyar la candidatura del senador independiente pro-Partido Radical, Alejandro Guillier, en desmedro de Lagos. Ante esto, el expresidente decidió bajar su candidatura, dejando al PPD sin candidato definido para una eventual primaria de la Nueva Mayoría. La colectividad finalmente decidió apoyar a Guillier, quien fue derrotado en segunda vuelta por el expresidente Sebastián Piñera.

### Convergencia Progresista y Unidad Constituyente
En las elecciones parlamentarias de 2017 el PPD bajó de 15 a 8 diputados electos, aunque logró la elección de 4 senadores. En junio de 2018 la colectividad eligió al excanciller Heraldo Muñoz como su nuevo presidente. Tras la disolución de hecho de la Nueva Mayoría, el partido mantuvo su coordinación con el PS y el PR a través de la alianza Convergencia Progresista. En 2020 retomaría su vínculo con la DC con el pacto Unidad Constituyente, el que fue inscrito para las primarias legales de gobernadores regionales.
En enero de 2021 el partido realizó una primaria para definir a su candidato presidencial, la que dio por ganador a Muñoz, quien venció al exministro Francisco Vidal y al exdiputado Jorge Tarud. En las elecciones de convencionales constituyentes el PPD logró elegir a tres integrantes de su lista.
Muñoz buscó empujar su candidatura para una primaria común de la centroizquierda, pero la presión del PS por una candidatura única y las bajas cifras en las encuestas hicieron que depusiera su postulación en favor de la candidata socialista Paula Narváez. El PS intentó que Narváez entrará a la primaria de Apruebo Dignidad, pero aquello no se concretó debido al rechazo de sectores del Partido Comunista y del Frente Amplio a la presencia del PPD. Aunque Narváez era la candidata presidencial oficial del partido, algunos militantes como los senadores Jaime Quintana y Loreto Carvajal, además de la diputada Andrea Parra, decidieron respaldar a la postulante de la DC, Yasna Provoste, quien terminó ganando la consulta organizada por Unidad Constituyente.
En agosto de 2021 el PPD eligió como nueva presidenta a la exsubsecretaria Economía y Empresas de Menor Tamaño, Natalia Piergentili.
Felipe Harboe, uno de los convencionales constituyentes del PPD, anunció su salida del partido en noviembre de 2021. Junto con él renunciaron una treintena de militantes, entre ellos la vicepresidenta nacional, Carol Lagos, y el integrante de la comisión política, Francisco Manzano, además de Sergio Galilea y Jimena Jara Quilodrán. Un poco antes se había concretado la renuncia del diputado en ejercicio Ricardo Celis, quien criticó duramente a la directiva de la colectividad por el error que le impidió inscribir su candidatura a la reelección.
En la primera vuelta de la elección presidencial el partido ratificó su apoyo a Provoste, quien no logró pasar a la segunda vuelta. De forma inmediata e incondicional, la colectividad decidió respaldar en el balotaje al abanderado de Apruebo Dignidad, Gabriel Boric, quien terminó venciendo al postulante del Partido Republicano, José Antonio Kast. A nivel parlamentario, el PPD se presentó bajo la lista Nuevo Pacto Social, eligiendo a siete diputados y dos senadores.

### Socialismo Democrático
Tras los malos resultados electorales de la centroizquierda, el PPD se sumó a un espacio de coordinación política junto con el PS, PR, PL y Nuevo Trato conocido como Socialismo Democrático, el que no incluyó a la DC. Dicho grupo fue invitado por Boric para formar parte de su gabinete. El PPD llegó al Gobierno con la designación de Jeanette Vega como ministra de Desarrollo Social, quien pese a ser independiente era cercana a la colectividad. En septiembre de ese mismo año, se sumó Carolina Tohá (Interior y Seguridad Pública) y, durante marzo de 2023, el independiente ligado a la colectividad Alberto van Klaveren (Relaciones Exteriores).

## Ideología
El PPD se creó como un partido instrumental, para hacer frente al plebiscito nacional de 1988 y al proceso de transición a la democracia. El partido fue inscrito por 111 constituyentes, los que se distribuían políticamente de la siguiente manera: 36 miembros del grupo del Partido Socialista de Chile (PS), 13 del Movimiento de Acción Popular Unitaria (MAPU); 5 miembros de la Izquierda Cristiana, miembros del Partido Radical (PR), independientes, intelectuales y otros. Dado lo anterior, el partido nunca ha contado con una ideología política clara y distintiva.
Sin embargo, se considera un partido socialdemócrata y socioliberal. Actualmente, de acuerdo a su «declaración de principios» realizada en 2012, el PPD se autodefine como «un partido político de izquierda, democrático, progresista y paritario».

### Relaciones internacionales
El PPD se encuentra afiliado a la Internacional Socialista (IS), y es miembro de la Conferencia Permanente de Partidos Políticos de América Latina (COPPPAL). Además mantiene fuertes lazos con la Fundación Euromediterránea Anna Lindh (vinculada al Partido Socialdemócrata Sueco) y la Fundación Friedrich Ebert (vinculada al Partido Socialdemócrata de Alemania).

## Estructura

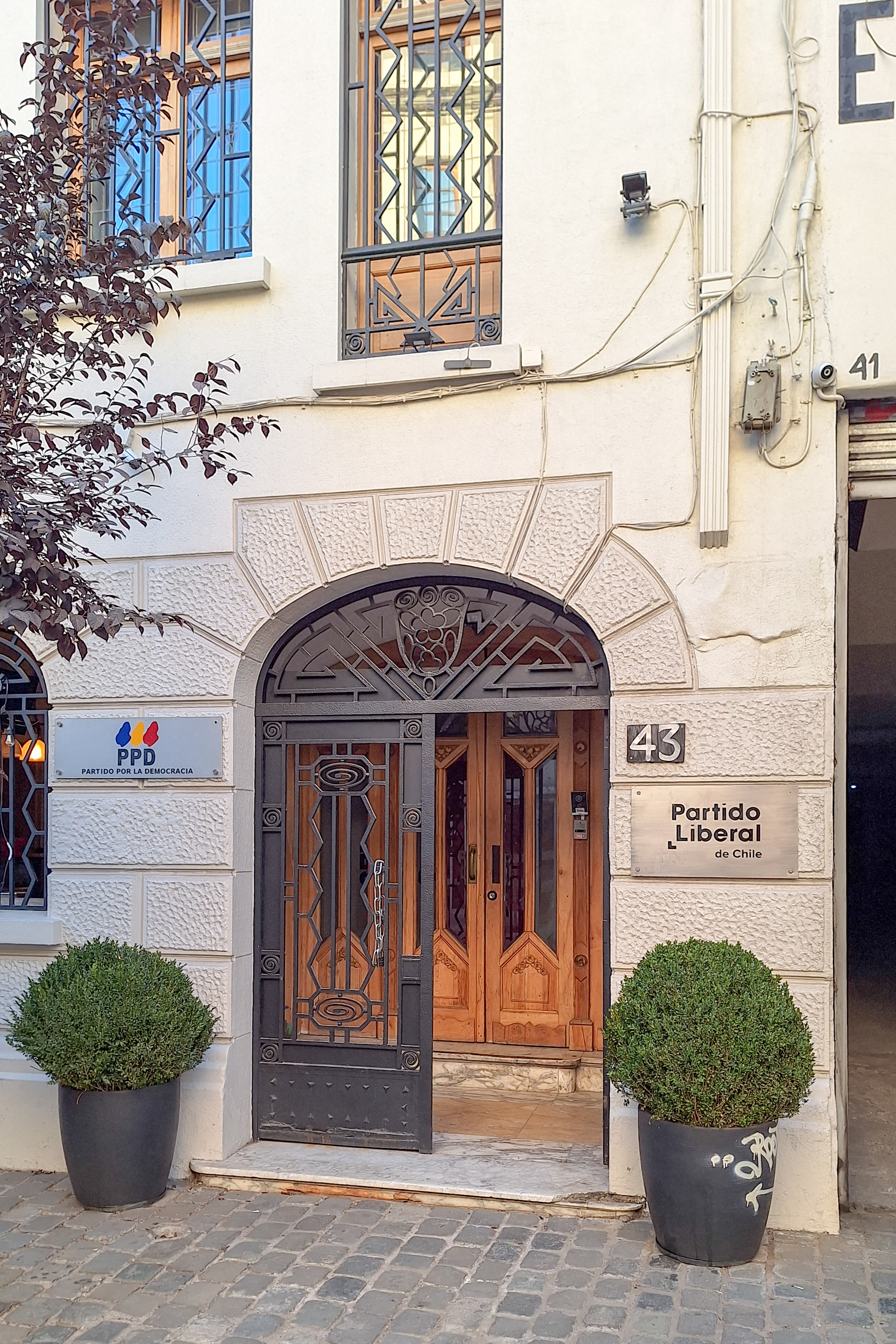
Sede del Partido por la Democracia en el Barrio París-Londres, en Santiago.

### Mesa directiva
La mesa directiva del PPD está integrada por un presidente, seis vicepresidentes, un secretario general y un tesorero. La segunda instancia dentro del partido, es la «directiva nacional», compuesta por la «mesa directiva» antes mencionada, además de: 16 miembros elegidos por cupo nacional, 16 elegidos por cupo regional, 16 presidentes regionales, el secretario nacional sindical y el presidente de la Juventud del partido. Es la autoridad máxima del partido en receso del Consejo Nacional. Le corresponderá dirigir y ejecutar la política y estrategia del partido de conformidad a los acuerdos y lineamientos aprobados por el Consejo Nacional, cumplir y hacer que se cumplan dichos acuerdos y, en general, coordinar y dirigir la labor del partido en todos sus ámbitos.
En la reunión de constitución de la directiva nacional se eligen a los integrantes de la Comisión Política que estará integrada por los miembros de la mesa directiva, 10 que se eligen a través de votación, más el secretario nacional sindical, el presidente de la juventud y el presidente de la Región Metropolitana. Cuando se elige la Comisión Política sólo votan los 32 miembros elegidos para la directiva nacional por cupo nacional y regional.
También hay un «Consejo Nacional» integrado por 400 personas que se eligen por zonas. En algunas regiones será por provincia y en otras por distrito. Son 67 zonas en todo el país, cada zona elige 3 miembros por derecho propio, más 1 por cada 350 militantes. Los parlamentarios son miembros por derecho propio. El Tribunal Supremo (TS) se elige a través del Consejo Nacional entre personas que no sean dirigentes. Está integrado por: un presidente, un vicepresidente, un secretario, un secretario de capacitación y siete integrantes. Además se contemplan directivas regionales, provinciales o distritales, incluyendo comunales.
Para realizar la elección de la directiva, el PPD utiliza el sistema de «un militante, un voto» a través de listas abiertas. Las elecciones internas se realizan cada dos años. La última de ellas se realizó en julio de 2021.

#### Presidentes
| Foto | Nombre                       | Inicio                   | Fin                      |
| ---- | ---------------------------- | ------------------------ | ------------------------ |
|      | Ricardo Lagos Escobar        | 15 de diciembre de 1987  | 10 de marzo de 1990      |
|      | Erich Schnake Silva          | 10 de marzo de 1990      | 10 de septiembre de 1992 |
|      | Sergio Bitar Chacra          | 11 de septiembre de 1992 | 3 de octubre de 1994     |
|      | Jorge Schaulsohn Brodsky     | 3 de octubre de 1994     | 3 de abril de 1997       |
|      | Sergio Bitar Chacra          | 3 de abril de 1997       | 2 de mayo de 2000        |
|      | Guido Girardi Lavín          | 2 de mayo de 2000        | 2 de agosto de 2003      |
|      | Víctor Barrueto Jeame        | 2 de agosto de 2003      | 2 de marzo de 2006       |
|      | Sergio Bitar Chacra          | 17 de junio de 2006      | 11 de enero de 2008      |
|      | Pepe Auth Stewart            | 10 de mayo de 2008       | 30 de diciembre de 2009  |
|      | Adriana Muñoz D’Albora       | 31 de diciembre de 2009  | 25 de abril de 2010      |
|      | Carolina Tohá Morales        | 15 de mayo de 2010       | 11 de junio de 2012      |
|      | Jaime Quintana Leal          | 11 de junio de 2012      | 11 de junio de 2016      |
|      | Gonzalo Navarrete Muñoz      | 11 de junio de 2016      | 27 de julio de 2018      |
|      | Heraldo Muñoz Valenzuela     | 27 de julio de 2018      | 2 de agosto de 2021      |
|      | Natalia Piergentili Domenech | 2 de agosto de 2021      | 4 de septiembre de 2023  |
|      | Jaime Quintana Leal          | 4 de septiembre de 2023  | En el cargo              |

#### Secretarios generales
| Foto | Nombre                        | Inicio                  | Final                    |
| ---- | ----------------------------- | ----------------------- | ------------------------ |
|      | Jorge Schaulsohn Brodsky      | 15 de diciembre de 1987 | 10 de marzo de 1990      |
|      | Sergio Bitar Chacra           | 11 de marzo de 1990     | 10 de septiembre de 1992 |
|      | René Jofré                    | 2000                    | 2 de agosto de 2003      |
|      | Alicia Barrera Lagos          | 2 de agosto de 2003     | 17 de junio de 2006      |
|      | Pepe Auth Stewart             | 17 de junio de 2006     | 11 de enero de 2008      |
|      | Alejandro Bahamondes Saavedra | 11 de enero de 2008     | 11 de junio de 2012      |
|      | Gonzalo Navarrete Muñoz       | 11 de junio de 2012     | 6 de junio de 2015       |
|      | Óscar Santelices Altamirano   | 6 de junio de 2015      | 25 de mayo de 2016       |
|      | Germán Pino Maturana          | 25 de mayo de 2016      | 22 de mayo de 2018       |
|      | Sebastián Vergara Tapia       | 22 de mayo de 2018      | 2 de agosto de 2021      |
|      | José Toro Kemp                | 2 de agosto de 2021     | en el cargo              |

## Autoridades

### Presidentes de la República

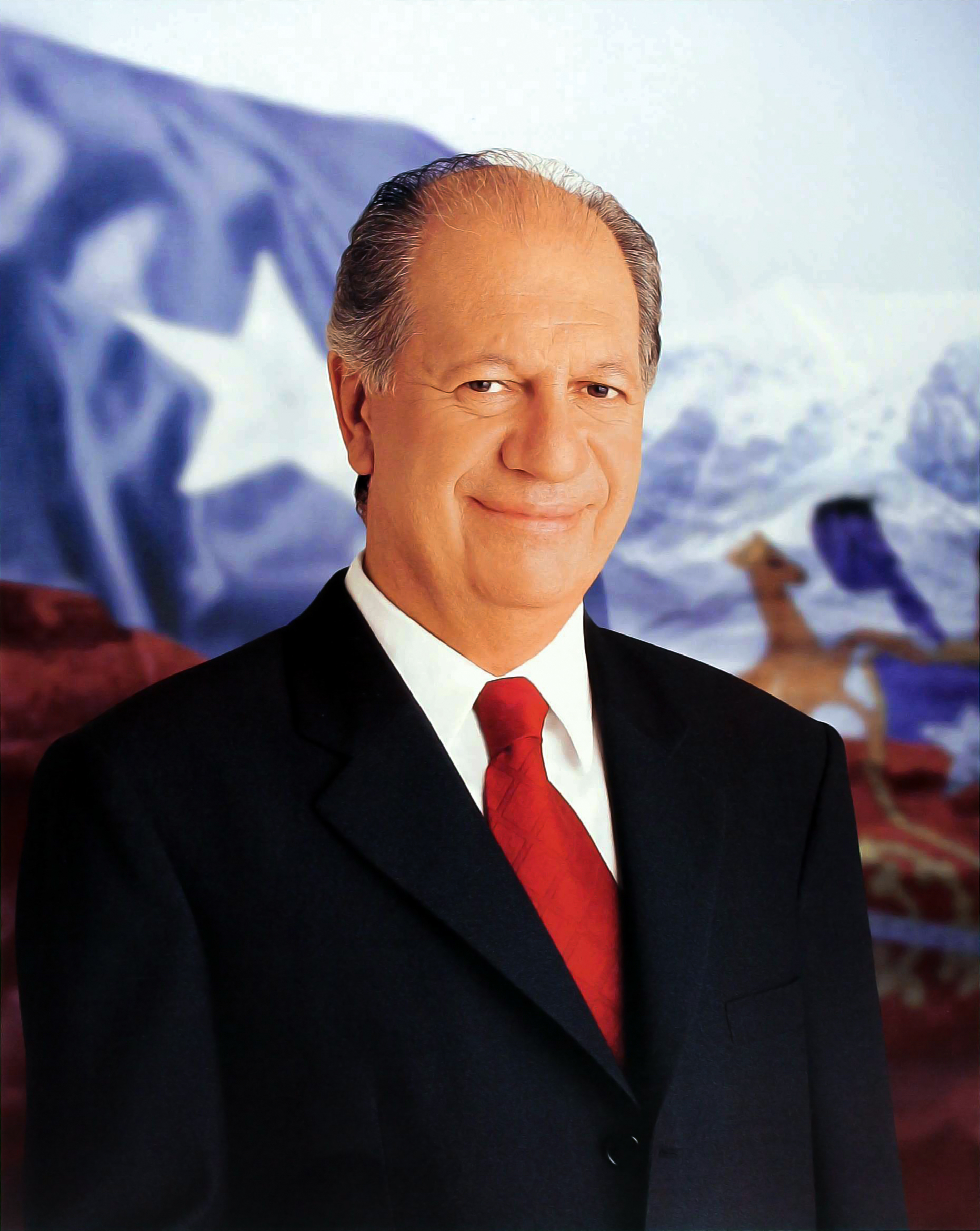
Ricardo Lagos Escobar 2000 - 2006

### Secretarios y subsecretarios de Gobierno
- Carolina Tohá Morales, Ministra del Interior y Seguridad Pública
- Eduardo Vergara Bolbarán, Subsecretario de Prevención del Delito
- Claudio Reyes Barrientos, Subsecretario de Previsión Social
- Sebastián Vegara Tapia, Subsecretario de Bienes Nacionales

### Actuales senadores
El Partido por la Democracia tiene seis senadores.
| Senador                 | Región      | Circunscripción | Período     |
| ----------------------- | ----------- | --------------- | ----------- |
| Jorge Soria Quiroga     | Tarapacá    | II              | 2018 - 2026 |
| Pedro Araya Guerrero    | Antofagasta | III             | 2022 - 2030 |
| Ricardo Lagos Weber     | Valparaíso  | VI              | 2010 - 2026 |
| Loreto Carvajal Ambiado | Ñuble       | XVI             | 2022 - 2030 |
| Jaime Quintana Leal     | Araucanía   | IX              | 2010 - 2026 |
| Ximena Órdenes Neira    | Aysén       | XIV             | 2018 - 2026 |

### Actuales diputados
Actualmente el Partido por la Democracia cuenta con una bancada de nueve diputados para el período legislativo 2022-2026 (incluyendo a los independientes en su bancada).
| Diputado               | Región        | Distrito |
| ---------------------- | ------------- | -------- |
| Jaime Araya Guerrero   | Antofagasta   | 3        |
| Cristian Tapia Ramos   | Atacama       | 4        |
| Carolina Marzán Pinto  | Valparaíso    | 6        |
| Helia Molina Milman    | Metropolitana | 10       |
| Camila Musante Müller  | Metropolitana | 14       |
| Raúl Soto Mardones     | O'Higgins     | 15       |
| Marta González Olea    | O'Higgins     | 15       |
| Héctor Ulloa Aguilera  | Los Lagos     | 26       |
| Carlos Bianchi Chelech | Magallanes    | 28       |

### Consejeros regionales
Actualmente el Partido por la Democracia cuenta con la siguiente bancada de consejeros regionales para el período 2022-2026:
| Consejero                         | Región                       | Circunscripción provincial |
| --------------------------------- | ---------------------------- | -------------------------- |
| Zenón Vicente Alarcón Rodríguez   | Región de Arica y Parinacota | Arica                      |
| Mario Acuña Villalobos            | Región de Antofagasta        | Antofagasta                |
| Ángela María Rojas Escudero       | Región de Coquimbo           | Choapa                     |
| Juan Carlos Codoceo Contreras     | Región de Coquimbo           | Limarí                     |
| Mario Eugenio Sottolichio Urquiza | Región de Valparaíso         | San Felipe                 |
| Carlos Alarcón Quinteros          | Región de Valparaíso         | Valparaíso I               |
| Manuel Enrique Murillo Calderón   | Región de Valparaíso         | Valparaíso II              |
| María Antonieta Saa Díaz          | Región Metropolitana         | Santiago I                 |
| Manuel Améstica Gaete             | Región del Maule             | Curicó                     |
| Daniel Enrique Cuevas Fuentealba  | Región del Biobío            | Biobío                     |
| Alicia Jacqueline Yáñez Soto      | Región del Biobío            | Concepción I               |
| Arnoldo Manuel Jiménez Venegas    | Región del Biobío            | Ñuble                      |
| Ana María Soto Cea                | Región de La Araucanía       | Cautín I                   |
| Hilario Huirilef Barra            | Región de La Araucanía       | Cautín II                  |
| Alejandro Mondaca Caamaño         | Región de La Araucanía       | Cautín I                   |
| Miguel Jaramillo Salazar          | Región de La Araucanía       | Cautín II                  |
| Tomás de La Maza de La Maza       | Región de La Araucanía       | Malleco                    |
| Catalina Hott Solís               | Región de Los Ríos           | Ranco                      |
| Patricio Fuentes Paredes          | Región de Los Ríos           | Valdivia                   |
| Cristian Esteban Miranda Bórquez  | Región de Los Lagos          | Chiloé                     |
| Valentina Natalia Álvarez Nieto   | Región de Los Lagos          | Llanquihue                 |
| Washington Medina Martínez        | Región de Aysén              | General Carrera            |
| Andrés López España               | Región de Magallanes         | Tierra del Fuego           |

### Alcaldes
Actualmente el Partido por la Democracia con un total de 8 alcaldes para el período 2024-2028
| Alcalde                       | Región                           | Comuna            |
| ----------------------------- | -------------------------------- | ----------------- |
| Marcelino Carvajal Ferreira   | Región de Antofagasta            | Mejillones        |
| Brunilda González Anjel       | Región de Atacama                | Caldera           |
| Maximiliano Ríos Galleguillos | Región Metropolitana de Santiago | Lo Prado          |
| Camilo Benavente Jiménez      | Región de Ñuble                  | Chillán           |
| Miguel Rivera Morales         | Región del Biobío                | Hualpén           |
| Alejandro Sepúlveda Tapia     | Región de La Araucanía           | Perquenco         |
| Fernando Flandes Montecinos   | Región de Los Ríos               | Futrono           |
| Marcos Carrillo Bravo         | Región de Los Lagos              | San Pablo (Chile) |

### Alcaldes y concejales
- Ángelo Carrasco Arias (Putre, Región de Arica y Parinacota)
- Marcelino Carvajal Ferreira (Mejillones, Región de Antofagasta)
- Rodrigo Loyola Morenilla (Huasco, Región de Atacama)
- Gerardo Rojas Escudero	(Salamanca, Región de Coquimbo)
- Rodrigo García Tapia (Cartagena, Región de Valparaíso)
- Emilio Jorquera Romero (El Tabo, Región de Valparaíso)
- Claudio Zurita Ibarra (Santa María, Región de Valparaíso)
- Sammy Ormazábal López (Paredones, Región de O'Higgins)
- Fabián Guajardo León (Peralillo, Región de O'Higgins)
- Boris Acuña González (Doñihue, Región de O'Higgins)
- Nelson Barrios Oróstegui (Quinta de Tilcoco, Región de O'Higgins)
- Luis Barra Villanueva (Malloa, Región de O'Higgins)
- René Concha González (Curepto, Región del Maule)
- Mario Briones Araice (Longaví, Región del Maule)
- Arturo Palma Vilches (Villa Alegre, Región del Maule)
- Nivaldo Piñaleo Llaulén (Alto Biobío, Región del Biobío)
- Javier Melo Márquez (Negrete, Región del Biobío)
- Ernesto Sánchez Fuentes (Bulnes, Región del Biobío)
- Rodrigo Tapia Avello (Quilleco, Región del Biobío)
- Hugo Inostroza Ramírez (Nacimiento, Región del Biobío)
- Alfonso Coke Candia (Cunco, Región de la Araucanía)
- Abel Painefilo Barriga (Curarrehue, Región de la Araucanía)
- Jorge Rivera Leal (Purén, Región de la Araucanía)
- Alfredo Riquelme Arriagada (Teodoro Schmidt, Región de la Araucanía)
- Miguel Jaramillo Salazar (Lautaro, Región de la Araucanía)
- Susana Aguilera Vega (Vilcún, Región de la Araucanía)
- Claudio Sepúlveda Miranda (Máfil, Región de Los Ríos)
- Freddy Ibacache Muñoz (Hualaihué, Región de Los Lagos)
- Luperciano Muñoz González (Chile Chico, Región de Aysén)
- Bernardo López Sierra (Tortel, Región de Aysén)
- Carlos Cuadrado Prats (Huechuraba, Región Metropolitana)
- Santiago Rebolledo Pizarro (La Cisterna, Región Metropolitana)
- Adriano Castillo Herrera (Quinta Normal, Región Metropolitana)
- Sergio Echeverría García (San Joaquín, Región Metropolitana)
- Miguel Bruna Silva (Lo Espejo, Región Metropolitana)
- Maximiliano Ríos Galleguillos (Lo Prado, Región Metropolitana)
- Guido Yobanolo Valdebenito (Valdivia, Región de Los Ríos)

- Marcos Silva Miranda (Guaitecas, Región de Aysén)

## Logotipos
| Período       | Descripción |
| ------------- | --- |
| 1987-1988     | La sigla PPD en verde al interior de un círculo con la cordillera en su parte superior y el mar en el inferior.                       |
| 1988-presente | La sigla PPD de color negro, y sobre ellas tres llamas de colores azul, amarillo y rojo de izquierda a derecha, una sobre cada letra. |

## Eslóganes de campaña
| Elección                              | Eslogan                                                            |
| ------------------------------------- | ------------------------------------------------------------------ |
| Plebiscito de 1988                    | PPD, La Fuerza del No                                              |
| Parlamentarias de 1989                | PPD, La Fuerza del Cambio                                          |
| Municipales de 1992                   |                                                                    |
| Parlamentarias de 1993                | Vota por ti, vota por la democracia                                |
| Municipales de 1996                   |                                                                    |
| Parlamentarias de 1997                | Adelante la vida Por sentido común, vota Concertación; vota PPD-PS |
| Municipales de 2000                   | Te defiende                                                        |
| Parlamentarias de 2001                | Te defiende como león                                              |
| Municipales de 2004                   | Te defiende siempre                                                |
| Parlamentarias de 2005                | ¡Renúevate!, vota PPD                                              |
| Municipales de 2008                   | Marca la diferencia                                                |
| Parlamentarias de 2009                | Rompamos el hielo, PPD                                             |
| Municipales de 2012                   | Vamos por la igualdad                                              |
| Parlamentarias de 2013                | Por un parlamento para Michelle                                    |
| Municipales de 2016                   |                                                                    |
| Parlamentarias de 2017                | El futuro es de todos. Chile es de todos                           |
| Convencionales Constituyentes de 2021 | El futuro es Ahora                                                 |
| Consejeros Constitucionales de 2023   | Concertación para el Cambio                                        |
| Municipales de 2024                   | Defiende lo que importa                                            |

## Resultados electorales

### Elecciones parlamentarias
|  | 11,45 % |

|  | 12,06 % |

|  | 11,84 % |

|  | 14,71 % |

|  | 12,55 % |

|  | 4,29 % |

|  | 12,73 % |

|  | 12,66 % |

|  | 15,42 % |

|  | 10,74 % |

|  | 12,65 % |

|  | 13,85 % |

|  | 11,02 % |

|  | 12,33 % |

|  | 6,10 % |

|  | 12,02 % |

|  | 3,84 % |

|  | 2,40 % |

### Elecciones municipales
|  | 9,21 % |

|  | 11,74 % |

|  | 11,41 % |

|  | 6,41 % |

|  | 9,97 % |

|  | 6,96 % |

|  | 8,53 % |

|  | 6,54 % |

|  | 7,68 % |

|  | 5,70 % |

|  | 8,85 % |

|  | 3,76 % |

|  | 6,58 % |

|  | 2,04 % |

|  | 4,36 % |

Nota: Entre 1992 y 2000 se votaba solo para elegir concejales, el más votado era electo alcalde. Luego de la elección, los concejales se reunían en el concejo municipal y por mayoría simple de miembros, confirmaban al alcalde. En 1992 hubo alcaldes que compartieron la mitad del período con otro concejal, al tener el concejo una mayoría de miembros de partido distinto al alcalde. A partir de 2004 se realizan las votaciones de alcalde y concejales por separado.

### Elecciones de consejeros regionales
|  | 9,77 % |

|  | 7,38 % |

|  | 3,82 % |

|  | 4,12 % |

### Elecciones de convencionales constituyentes y consejeros constitucionales
|  | 2,58 % |

|  | 3,59 % |

### Videos
- Campaña electoral parlamentaria (2005) en YouTube.
- Homenaje a Salvador Allende (2007) en YouTube.
- Campañas del PPD y la Concertación en YouTube.

- Datos: Q1759292
- Multimedia: Partido por la Democracia / Q1759292